# パブロ・パエス
ガビ（Gavi）こと、パブロ・マルティン・パエス・ガビラ（Pablo Martín Páez Gavira, 2004年8月5日 - ）は、スペイン・アンダルシア州セビリア県ロス・パラシオス・イ・ビジャフランカ出身のサッカー選手。ラ・リーガ・FCバルセロナ所属。スペイン代表。ポジションはミッドフィールダー。

## クラブ経歴

### 幼少期
アンダルシア州のセビリア県南西部にあるロス・パラシオス・イ・ビジャフランカに生まれた。2010年に6歳だったガビは地元のアマチュアクラブであるラ・リアラ・バロンピエでサッカーを始め、2013年にレアル・ベティスのカンテラへ入団した。ベティスではわずか2シーズンの在籍で96ゴールを挙げるなど、当時から突出していた才能によってレアル・マドリードやアトレティコ・マドリードといった国内の名門から勧誘を受けたが、2015年にFCバルセロナのカンテラであるラ・マシアへ入団した。

### バルセロナ
2020-21シーズンにBチームでリーグ戦3試合に出場し、迎えた2021-22シーズンは開幕前からトップチームのプレシーズンに帯同。プレシーズンでは全8試合のうち6試合に出場し、いずれの試合でも高い評価を受け元バルセロナのMFであるシャビと比較されるようになった。そして、2021年8月29日、ラ・リーガの第3節ヘタフェCF戦にて、73分にセルジ・ロベルトとの途中交代でトップチームデビューを果たした。12月18日、第18節のエルチェ戦でトップチーム初ゴールを決めた。
2022年8月28日、第3節のレアル・バリャドリード戦では2003年以降に生まれた選手としては史上初となるリーグ通算50試合に出場した。9月14日、バルセロナと2026年まで契約を延長したことを発表した。同年10月17日には、コパ・トロフィーを受賞した。2023年1月15日、サウジアラビアの地で自身キャリア初のタイトル獲得を目指すためスーペルコパ・デ・エスパーニャ決勝のレアル・マドリード戦に臨んだ。前半33分に大会最年少得点となる先制点を決めると、その後もチームは追加点を重ねて3-1で優勝するとともに自身は決勝のMVPに選出された。
2023-24シーズンも開幕からレギュラーの座を確保していたが、スペイン代表の一員として参加していた11月の代表戦で右膝の前十字じん帯完全断裂および外側半月板損傷という重傷を負い、残るシーズンとUEFA EURO 2024の欠場が濃厚となってしまった。
2024年10月20日ラ・リーガ第10節セビージャ戦（○5－1）にガビは83分から途中出場を果たし、335日ぶりに待望の戦列復帰を果たした。
2025年1月8日のスペイン・スーパーカップのアトレティック・クルブ戦において復帰後初ゴールを決めた。
1月31日にはバルセロナとの2030年6月末までの新契約を締結したことを発表した。また、契約解除金は10億ユーロ（約1610億円）に上ると伝えられている。

## 代表経歴
2021年9月30日、UEFAネーションズリーグ2020-21に向けたスペイン代表に初招集された。10月6日、UEFAネーションズリーグ・準決勝のイタリア戦で17歳62日の最年少デビュー（当時）を果たした。
2022年6月5日、UEFAネーションズリーグのチェコ戦では代表初得点をあげ、この得点は当時のスペイン代表の最年少得点（17歳2ヶ月1日）となった。
2022年11月11日、2022 FIFAワールドカップに臨むメンバーの1人に選ばれた。大会初戦のコスタリカ代表戦では、74分にアルバロ・モラタのアシストからチームの5点目を挙げるなど、7-0での大勝に貢献し、試合後には大会選定のマン・オブ・ザ・マッチに輝いた。このゴールは1958年スウェーデン大会のペレ、第1回ウルグアイ大会のマヌエル・ロサスに続くＷ杯史上3番目の若さ、スペインでは史上最年少ゴールである。

## トップチーム登録問題
2023年1月、バルセロナは、下部組織出身であるガビを、冬の移籍市場が開かれていた期間でトップチームに登録することを目指していた。しかし、来シーズンの給与制限を超過していることを理由に、当初は登録が認められていなかった。これを不服としたクラブは、1月27日に地元商業裁判所に訴えを起こし、同月31日に暫定的な措置としてガビのトップチーム登録が認められた。背番号も30番からシャビ・エルナンデスがつけていた6番に変更。
しかし、バルセロナがガビをトップチーム選手として正式に登録することを求める訴訟の提出期限を遵守していなかったとして、商業裁判所が暫定措置を取り下げた模様。これにより、バルセロナは今シーズン終了時までガビを再びBチーム登録する必要がある。1月にトップチーム登録された際、ガビの背番号は30番から6番に変更されたが、今回の暫定措置取り下げによって背番号が30番に戻ることはないとされた。しかし3月の代表ウィーク中にラ・リーガ公式HPがプロフィールを更新され、ガビはフベニールA（U－19相当）登録となり、背番号は30番に戻された。

## 人物・エピソード
- 幼い時から靴ひもを結ばずにプレーしていたため現在も結び方を知らず、試合前にチームメイトに結んでもらっている。試合中にほどけてしまった場合はそのままプレーしているが、プレーを中断してニコ・ゴンザレスなどに結びなおしてもらうこともある[25]。広報用写真の撮影時やイベント出席時も結んでいないまま人前に出ることがある。

## 個人成績

### クラブ
2023-24シーズン終了時点
| クラブ       | シーズン     | リーグ       | リーグ戦 | リーグ戦 | コパ・デル・レイ | コパ・デル・レイ | 国際大会 | 国際大会 | その他 | その他 | 合計 | 合計 |
| クラブ       | シーズン     | リーグ       | 出場     | 得点     | 出場             | 得点             | 出場     | 得点     | 出場   | 得点   | 出場 | 得点 |
| ------------ | ------------ | ------------ | -------- | -------- | ---------------- | ---------------- | -------- | -------- | ------ | ------ | ---- | ---- |
| バルセロナB  | 2020-21      | セグンダB    | 2        | 0        | -                | -                | -        | -        | 0      | 0      | 2    | 0    |
| バルセロナB  | 2021-22      | 連盟1部      | 1        | 0        | -                | -                | -        | -        | -      | -      | 1    | 0    |
| バルセロナB  | 通算         | 通算         | 3        | 0        | -                | -                | -        | -        | 0      | 0      | 3    | 0    |
| バルセロナ   | 2021-22      | ラ・リーガ   | 34       | 2        | 1                | 0                | 11       | 0        | 1      | 0      | 47   | 2    |
| バルセロナ   | 2022-23      | ラ・リーガ   | 36       | 2        | 5                | 0                | 6        | 0        | 2      | 1      | 49   | 3    |
| バルセロナ   | 2023-24      | ラ・リーガ   | 12       | 1        | -                | -                | 3        | 1        | -      | -      | 15   | 2    |
| バルセロナ   | 通算         | 通算         | 82       | 5        | 6                | 0                | 20       | 1        | 3      | 1      | 111  | 7    |
| キャリア通算 | キャリア通算 | キャリア通算 | 85       | 5        | 6                | 0                | 20       | 1        | 3      | 1      | 111  | 7    |

1. 1 2 3  UEFAチャンピオンズリーグ
2. 1 2  UEFAヨーロッパリーグ
3. 1 2  スーペルコパ・デ・エスパーニャ

## 代表歴

### 出場大会
- スペイン代表
  - UEFAネーションズリーグ 2020-21（準優勝）
  - 2022 FIFAワールドカップ（ベスト16）
  - UEFAネーションズリーグ 2022-23（優勝）

### 試合数
- 国際Aマッチ 27試合5得点（2021年-）[27]

| スペイン代表 | 国際Aマッチ | 国際Aマッチ |
| 年           | 出場        | 得点        |
| ------------ | ----------- | ----------- |
| 2021         | 4           | 0           |
| 2022         | 13          | 3           |
| 2023         | 10          | 2           |
| 通算         | 27          | 5           |

### 得点
| # | 開催日         | 開催地                                         | 対戦国     | スコア | 結果 | 大会                                   |
| - | -------------- | ---------------------------------------------- | ---------- | ------ | ---- | -------------------------------------- |
| 1 | 2022年6月5日   | プラハ、フォルトゥナ・アレナ                   | チェコ     | 1-1    | 2-2  | UEFAネーションズリーグ2022-23・リーグA |
| 2 | 2022年11月17日 | アンマン、アンマン国際スタジアム               | ヨルダン   | 2-0    | 3-1  | 親善試合                               |
| 3 | 2022年11月23日 | アル・トゥマーマ、アル・トゥマーマ・スタジアム | コスタリカ | 5-0    | 7-0  | 2022 FIFAワールドカップ                |
| 4 | 2023年9月1日   | グラナダ、ヌエボ・ロス・カルメネス             | キプロス   | 1-0    | 6-0  | UEFA EURO 2024予選                     |
| 5 | 2023年10月15日 | オスロ、ウレヴォール・スタディオン             | ノルウェー | 0-1    | 0-1  | UEFA EURO 2024予選                     |

## タイトル

### クラブ
バルセロナ
- ラ・リーガ : 2回（2022-23, 2024-25）
- コパ・デル・レイ: 2024-25
- スーペルコパ・デ・エスパーニャ: 2回（2022-23, 2024-25）

### 代表
スペイン代表
- UEFAネーションズリーグ: 2022-23

### 個人
- コパ・トロフィー: 2022
- ゴールデンボーイ賞: 2022